# Bartolomé Barrientos
Bartolomé Barrientos (Granada, c. 1518 - ?, Salamanca, febrero de 1576) fue un humanista, latinista, gramático, astrónomo y escritor español en latín y castellano

## Biografía
Estudió en la Universidad de Salamanca, donde enseñó también a partir de 1550; obtuvo además el grado de maestro en Artes por la Universidad de Zaragoza en 1569. En Salamanca fue profesor de gramática latina desde 1552 a 1554, y consiguió también una regencia de gramática de 1561 a 1574. En 1553, tras la muerte del maestro Fernán Núñez de Toledo, aspiró a la vacante de Retórica, que se asignó finalmente a Francisco Navarro. Asimismo en noviembre de 1561 optó a la cátedra de prima de gramática, alcanzando el segundo lugar en una reñida contienda que vio triunfar al maestro Francisco Sánchez de las Brozas. Nicolás Antonio asegura que fue también catedrático de matemáticas, pero no se ha comprobado fehacientemente. Fue detenido por la Inquisición en 1572, el mismo año que fray Luis de León, por tener interés en la magia y la astrología o astronomía judiciaria (compuso un tratado inédito sobre esta última materia), pero rápidamente fue puesto en libertad. En ese año, por cierto, había nacido una supernova, la SN 1572, de la que
trató Barrientos en el cap. XVII de su obra Cometarum explicatio..., 1574 (“De huius nostrae aetatis cometae consideratione”) considerándola un cometa y dentro de un estéril aristotelismo; el acontecimiento había interesado también al astrónomo Jerónimo Muñoz, pero este era mucho más científico y preciso y se dio cuenta de que no era un fenómeno sublunar, además de señalar algo que Barrientos no hizo, el paralaje; la obra de Barrientos va dedicada al rey Felipe II, quien se sintió también afectado supersticiosamente por el fenómeno. 
Barrientos estuvo a punto de publicar una obra histórica en castellano, la Vida y hechos de Pedro Menéndez de Avilés dedicada a la reina Isabel de Valois, pero la temprana muerte de esta malogró quizá ese propósito, aunque la obra se publicó póstuma siglos después. Barrientos fue amigo de Calvete de Estrella y apreciado y citado por Francisco de Quevedo, Juan Lorenzo Palmireno y Gonzalo de Illescas; Alfonso Castellanos, natural de Magaz (de la diócesis del obispado de Palencia), le dedicó una Breve doctrina en que se tracta saber la letra dominical (Salamanca: Matías Mares, 1569).  Falleció súbita e inopinadamente en febrero de 1576, ab intestato y muy pobre, por lo que la Universidad tuvo que socorrer a su hermana.
Un inventario de libros tras su muerte recoge unos quinientos títulos de gran variedad temática: clásicos griegos y latinos, crónicas de historia antigua y moderna, historia natural, geografía, retórica, religión, teología, derecho, manuales de gramática y diccionarios: ninguno de entretenimiento, y la mayoría en latín o griego; hay tres obras en hebreo y unos pocos en castellano e italiano, y uno solo en portugués. También hay manuscritos de obras suyas inacabadas: comentarios en latín a los Emblemas de Alciato, una Historia del rey Alexandre ya terminada con sus borradores, un tratado De ecclypsibus, diversas obras sobre cometas, un par de Καθαιρεσης, un epítome de gramática griega, trabajos sobre lexicografía latina, especialmente la referida al derecho; sobre retórica, cosmografía y geografía; escolios a Casiodoro, Paraphrasis in Pomponium Mellam, "una comedia de Draguto", probablemente sobre el pirata berberisco Dragut; unas anotaciones sobre las Lamentaciones de Jeremías...
Como granadino, la rebelión de las Alpujarras debió afectarle mucho, porque escribió por 1568 una tragedia en latín, De illiberritanorum maurorum seditione, que por desgracia no se ha conservado. De la docena de obras que escribió, siete fueron impresas. Destaca su Synonymorum liber liberalium, un diccionario alfabético de lemas en castellano (sustantivos, adjetivos, verbos, adverbios, expresiones y frases hechas…) con su traducción y sinónimos en latín. Otra de sus obras es el Syntaxeos liber, un libro normativo de gramática latina en la órbita de Antonio de Nebrija y lejos de los avances del Brocense. Comentó además la cuarta edición de la crónica de Juan Cristóbal Calvete de Estrella sobre la conquista por Carlos V de la antigua ciudad tunecina de Mahdia / África; por las dedicatorias se deja ver que además eran amigos.

## Obras
- De Aphrodisio expugnato, quod vulgo Aphricam vocant, commentarius, cum scholiis Bartholomaei Barrienti Illiberitani, 1566, notas y glosas a la cuarta edición de la Crónica de Juan Cristóbal Calvete de Estrella.
- Synonymorum liber liberalium artium magistri Barrienti bonarum literarum Salmanticae professoris, Simón de Portonariis, Salamanca, 1570; íd, íd, 1573. Hubo una primera edición perdida, anterior a la de 1570.
- Barbariei lima agens de verborum constructionibus vocibusque barbaris et parum usitatis quae latina censetur, quomodo usitate et latine enunciabuntur, magistro Barriento Salmanticae Cathedrario autore. Inserta sunt & vocabula quaedam in lexicis hactenus non excusa, a costa de Simón de Portonariis, por Matías Marés, Salamanca, 1570.
- Liberalium artium magistri Barrienti bonarum literarum Salmanticae professoris. Partium orationis syntaxeos liber Salamanca: Pedro Lasso, 1569. En 1571 vuelve a publicarlo Domingo de Portonariis, y en 1574 aparece otra edición con los tipos de Juan Bautista de Terranova, a expensas de Simón de Portonariis: Liberalium artium magistri Barrienti bonarum literarum Salmanticae professoris. Partium orationis syntaxeos liber. Accessit libri Syntaxeos Epitome mira breuitate totius libri commoda amplectens, Simón de Portonariis, in aedibus Ioannis Baptistae a Terranova, Salamanca, 1574.
- Brevissimae in Somnium Scipionis explanationes per magistrum Barrientum concinnatae, Salamanca: Matías Mares, 1570. Edición costeada por Simón de Portonariis.
- Annotationum sylva per liberalium artium magistrum Barrientum Salmanticae cathedrarium, Salamanca: Juan Bautista de Terranova, 1570.
- Cometarum explicatio atque praedictio liberalium artium magistro Barriento autore. Salmanticae: impensis Simonis Portanarii, 1574 (excudebat Petrus Lasus).
- Opuscula liberalium artium, magistri Barrienti. Salamanca: Matías Gast, 1569; 2.ª ed. Opuscula liberalium artium, magistri Barrienti...: De periodorum siue Ambituum distinctionibus; De periodis ordinandis; De monetis antiquis, ad castellanas pecunias reductis; De coloribus & eorum significatis; De calendis. Salmanticae: expensis Simonis a Portonariis, 1573 (Excudebat Petrus Lasus).
- Magistri Barrienti Cosmographiae ac Geographiae praeclarum opus, manuscrito en la Biblioteca de Copenhague
- De illiberritanorum maurorum seditione, tragedia perdida, c. 1568.
- Vida y hechos de Pedro Menéndez de Avilés, inédita, impresa póstuma por Genaro García en 1902; la ed. más moderna es la al cuidado de Juan Carlos Mercado (2006).
- Historia del rey Alexandre, perdida.